# Vrata, Mehedinți
Vrata este satul de reședință al comunei cu același nume din județul Mehedinți, Oltenia, România.